# 高野由美 (ボクサー)
高野 由美（たかの ゆみ、1969年3月5日 - ）は、日本の元女子プロボクサー。大阪府出身。

## 来歴
山木ジム（現山木ボクシングジム）に入門してキックボクシングを始め、後にボクシングに転向。1997年の全日本アマチュア大会で女子ボクシングの草分けである浅野都香砂を破り最優秀選手に選ばれる。
1998年5月10日、萩原久美戦でプロボクサーデビュー。マーシャルアーツ日本キックボクシング連盟主催興行で試合を行い、すべて判定ながら連勝を重ねる。
1999年5月31日のJWBC旗揚げ興行の初代ミニフライ級王座決定トーナメントに参加。デビュー戦の相手だった萩原久美と再戦を返り討ちにする。
1999年8月9日、込山さと子を2RTKOで下し初のKO勝利。準決勝ではマーベラス森本に敗れるが、マーベラスが交通事故に遭ったため、リザーブとして決勝進出。
1999年10月5日の決勝戦では中沢夏美に敗れ初代ミニフライ級王座を逃した。
2000年8月5日、ソウルでキム・メッサーとIFBAライトフライ級王座を争う。日本人女子の世界王座挑戦はシュガーみゆきに次いで2人目であったが判定負け。
2001年3月2日、初代フライ級王座決定トーナメントに参加。しかし1回戦で八島有美に敗れた。
その後心機一転渡米するも、2002年7月25日のウェンディ・ロドリゲスに、2004年3月13日に後のWBA女子世界王者ヴァイア・ザガナスに敗れ引退。

## 戦績
- プロ：17戦9勝（1KO）8敗